# Lockheed F-117 Nighthawk

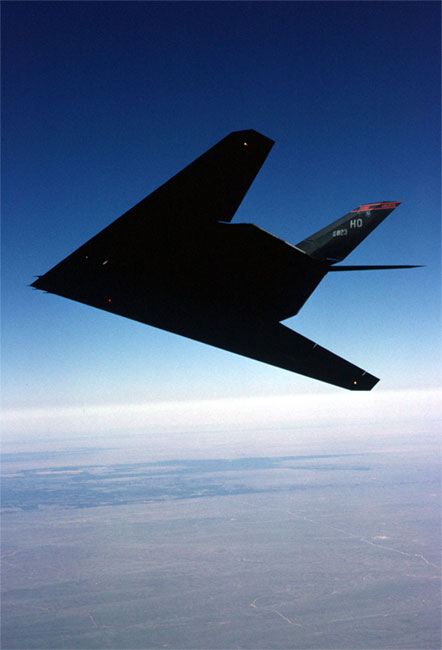
F-117A Nighthawk

Lockheed F-117A Nighthawk este un avion cu un singur loc și două motoare pentru atac la sol, operat în trecut de United States Air Force (USAF). Primul zbor al F-117 a avut loc în 1981 și a realizat statutul inițial de capacitatea de funcționare în octombrie 1983. F-117A a fost „recunoscut” și dezvăluit lumii în noiembrie 1988.
Un produs al Lockheed Skunk Works și cercetarea a Have Blue, a devenit primul avion operațional proiectat inițial în jurul tehnologiei stealth. F-117A a fost mediatizat pe larg în timpul războiului din Golful Persic din 1991.
Forțele Aeriene au retras F-117 la 22 aprilie 2008, în principal datorită F-22 Raptor și din cauza introducerii iminente a F-35 Lightning II.

## Caracteristici generale
Echipaj: 1
Lungime: 63 ft 9 in (20.08 m)
Anvergura aripii: 43 ft 4 in (13.20 m)
Înălțime: 12 ft 9.5 in (3.78 m)
Suprafață portantă: 780 ft² (73 m²)
Greutate (gol): 29,500 lb (13,380 kg)
Greutate încărcat: 52,500 lb (23,814 kg)
Motor: 2× General Electric F404-F1D2 turbofans, 10,600 lbf (48.0 kN) fiecare

## Performanțe
Viteză maximă: 700 mph (1,130 km/h)
Raza de acțiune: 535 miles (860 km)
Plafon operațional : 33,000 ft (10,000 m)